# Hypocoprus latridioides
Hypocoprus latridioides är en skalbaggsart som beskrevs av Victor Ivanovitsch Motschulsky 1839. Hypocoprus latridioides ingår i släktet Hypocoprus, och familjen fuktbaggar. Enligt den finländska rödlistan är arten otillräckligt studerad i Finland. Arten är reproducerande i Sverige. Artens livsmiljö är skogar.